# Federico Halbherr
Federico Halbherr (Rovereto, 15 de fevereiro de 1857 - Roma, 17 de julho de 1930) foi um arqueólogo italiano e ipigrafista, conhecido por suas escavações em Creta. Um contemporâneo, bom amigo, e conselheiro de confiança de Arthur Evans, ele começou a escavar em Festo antes de Evans começar a escavar em Cnossos. Algumas de suas explorações foram financiadas pelo Instituto Arqueológico da América.

## Biografia
Federico nasceu em uma família próspera em Rovereto. Os ancestrais distantes do nome eram uma família suíça, ourives de profissão, que tinham chegado em Trentino (região de Rovereto) séculos atrás. Federico era filho de Giovanni Battista Halbherr e sua segunda esposa, Rosa (Fontana) Halbherr. Federico tinha um meio-irmão mais velho, Bernardino, cuja mãe, Marietta (Giongo) Halbherr, morreu de complicações poucos dias após seu nascimento.
Halbherr era, estritamente falando, não italiano, mas austríaco. Sua cidade natal, Rovereto, estava do lado da fronteira austríaca no que é hoje o norte da Itália. Frequentou às escolas locais em Rovereto para sua educação primária e secundária. Primeiro estudou em Viena onde conheceu Paolo Orsi, e depois mudou-se para a Universidade de Roma onde tornou-se aluno de Domenico Comparetti. Foi sob os auspícios deste último que ele primeiro escavou em Creta, onde tornou-se conhecido como um arqueólogo italiano. Suas atividades em Creta e sua aceitação por parte dos falantes de inglês (tinha muitos amigos americanos e ingleses) teve um fim abrupto em 1911. O governo italiano desenvolveu projetos imperialistas na Líbia otomana, naquele tempo dez anos antes da ascensão do fascismo. A guerra ítalo-turca terminou com a dominação italiana da Líbia mediante Tratado de Ouchy mas enquanto isso, em 1911, não muito antes da chegada das tropas italianas, Halbherr apareceu na Líbia.
Uma expedição americana da Universidade de Michigan sob Richard Norton, diretor do Instituto Arqueológico da América, começou a escavar em Cirene em 1910. Em Julho e Agosto, Halbeherr e di Sanctis chegaram a realizar uma pesquisa, ostensivamente de sítios arqueológicos, mas talvez com outros motivos. Eles retornaram novamente em 1911, meses antes das tropas italianas, mas os americanos não sabiam disso. Herbert Fletcher De Cou, um arqueólogo, foi morto a tiros de emboscada, ostensivamente por ser muito indiscreto com uma mulher árabe casada. Os americanos culparam Halbherr.
A cidade natal de Federico estava no flanco esquerdo da linha de frente na Batalha de Vittorio Veneto, de 1918. Os italianos invadiram a área inteira. A capacidade militar austríaca foi em essência, destruída. Rovereto foi adjudicada à Itália pelo Tratado de Saint-German de 1919. Halbherr não tomou parte na guerra. Em 1928, a maioria dos arqueológicos italianos eram fascistas ardentes. Parte da plataforma era restaurar possessões romanas à Itália, que apelou aos antiquários. Halbherr serviu em uma comissão sob Dino Grandi para  supervisionar a arqueologia italiana. Ele foi poupado da necessidade de travar uma guerra contra seus antigos amigos morrendo de causas naturais em 1930. Um monumento a ele foi erigido em Hagia Triada.

### Carreira como arqueólogo
Realizou escavações importantes em Festo, Gortina e Hagia Triada, cujos resultados ele apresentou em várias publicações. Em 1910 foi o fundador e diretor da Missão Italiana de Arqueologia de Creta (que mais tarde ficou conhecida como Escola Arqueológica Italiana de Atenas). Sua descoberta mais importante foram as Leis de Gortina. Ele também estava entre os pioneiros dos estudos arqueológicos de Cirene.